# スルプスカ共和国鉄道
スルプスカ共和国鉄道（セルビア語: Željeznice Republike Srpske - ŽRS/Жeљeзницe Peпубликe Cpпcкe - ЖPC）はボスニア・ヘルツェゴビナを構成する構成体のうちスルプスカ共和国内を運営する国営の鉄道事業者である。ボスニア・ヘルツェゴビナには2つの国営鉄道が存在し、それぞれの運営事業者が各々の構成体領域を運営しており、ボスニア・ヘルツェゴビナ連邦内ではボスニア・ヘルツェゴビナ連邦鉄道が運行を行っている。スルプスカ共和国鉄道の営業距離は424kmである。1991年にスルプスカ鉄道の名称で設立され、デイトン合意後スルプスカ共和国の成立によりスルプスカ共和国鉄道と改名された。

## 車両
| 形式                  | 車種             | 車両 |
| --------------------- | ---------------- | ---- |
| 441形電気機関車       | 電気機関車       |      |
| 661形ディーゼル機関車 | ディーゼル機関車 |      |

## ギャラリー

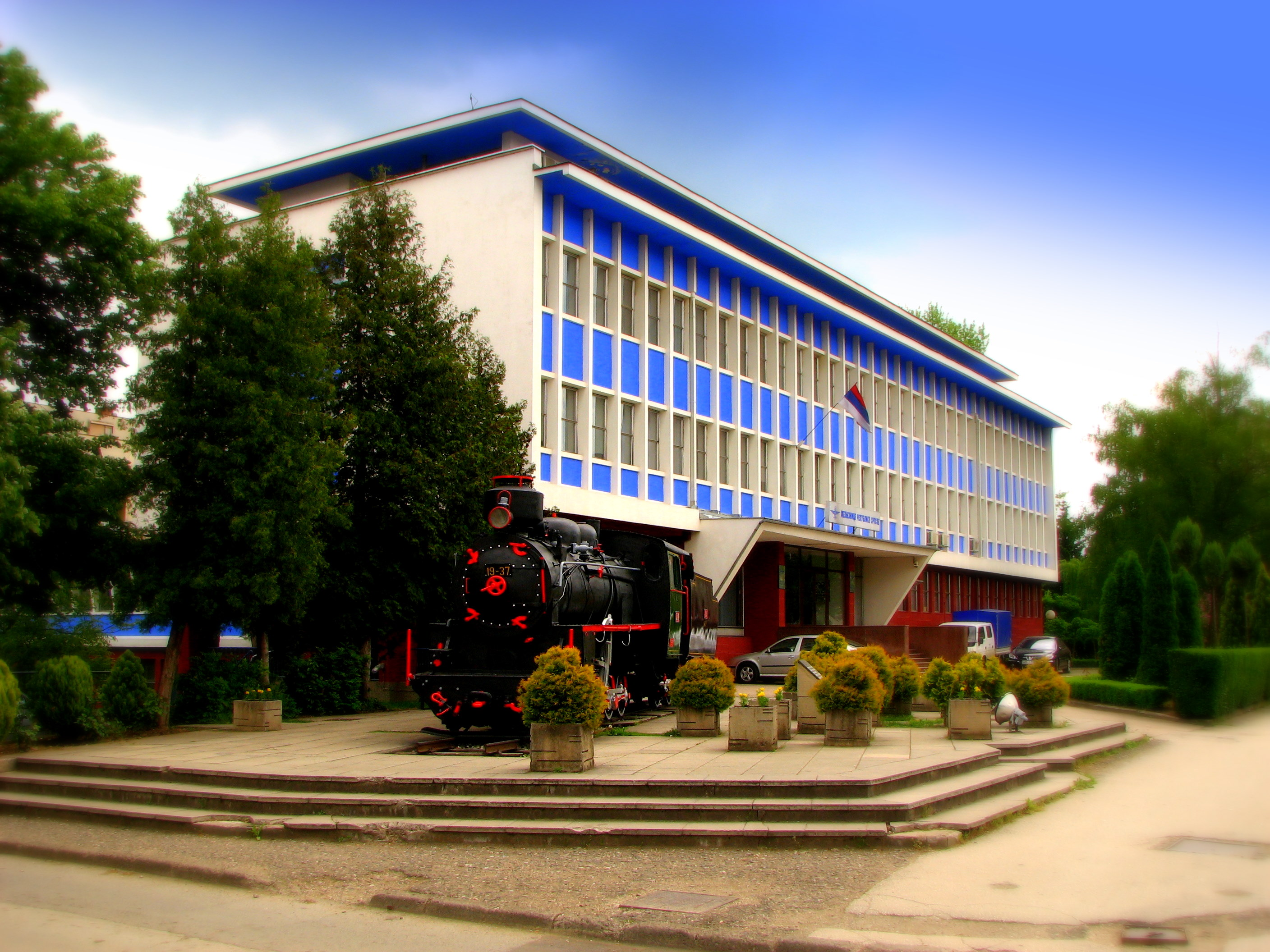
本社
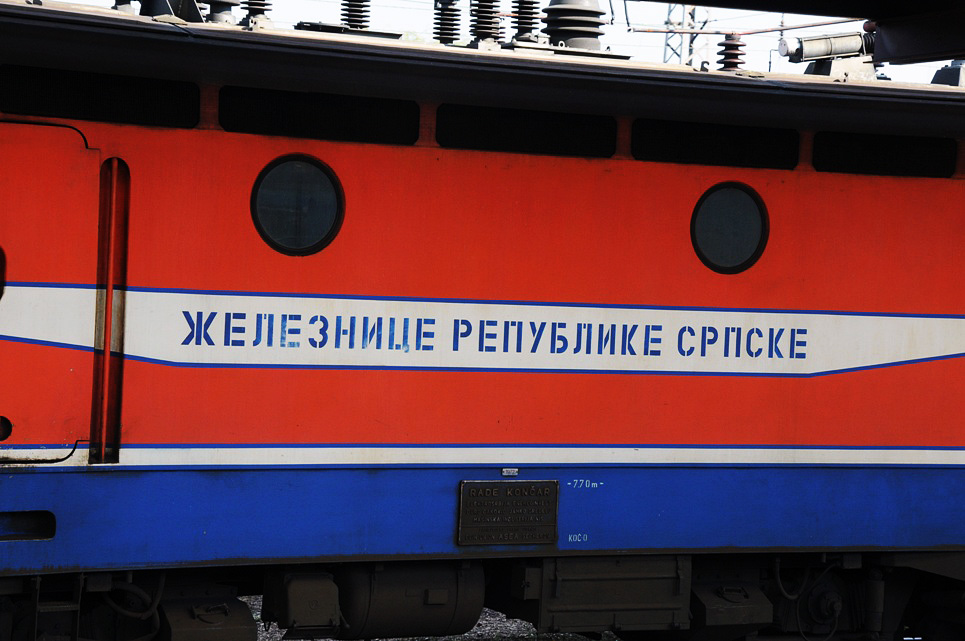
441形電気機関車のロゴ
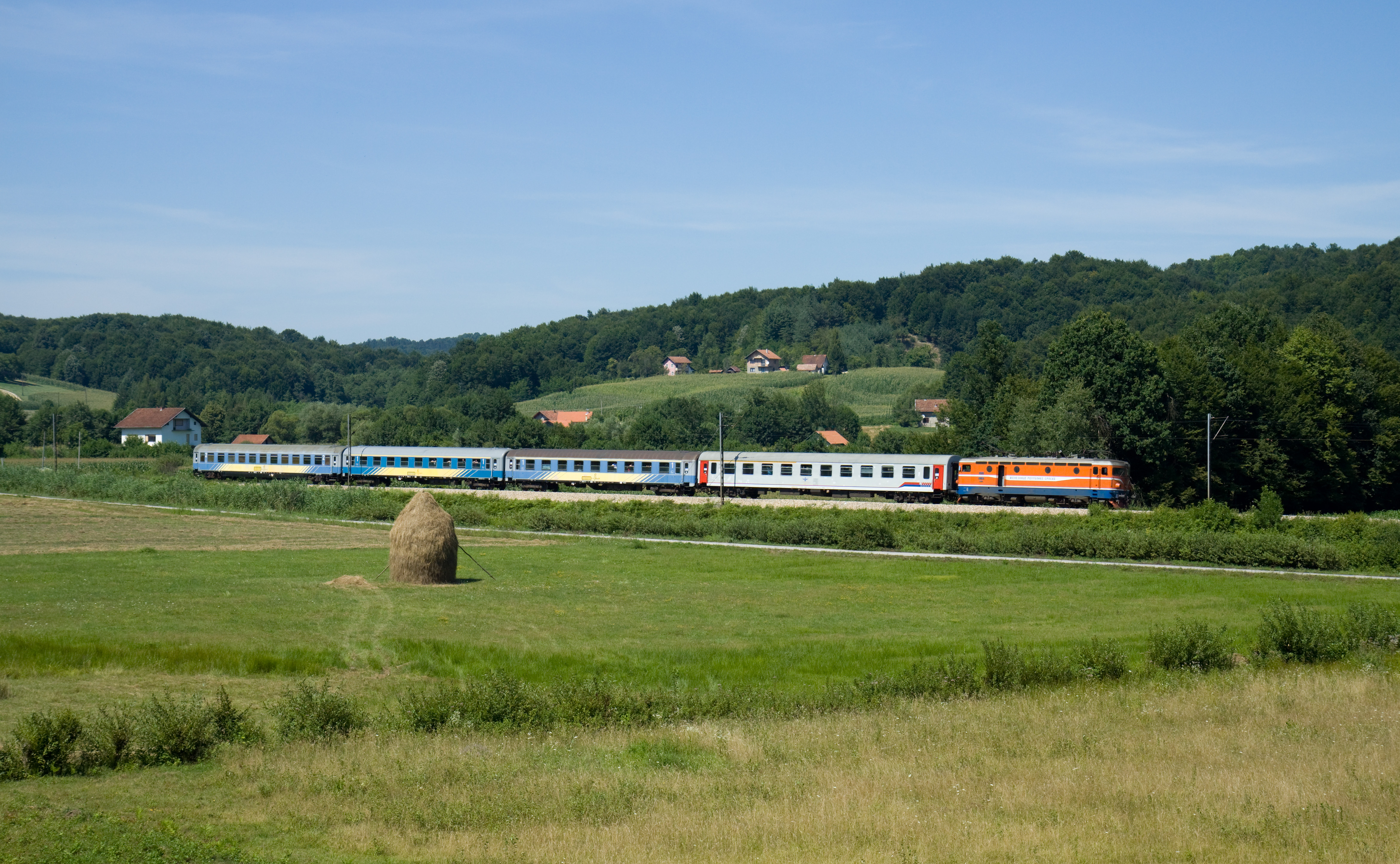
ザグレブ - プロチェ系統の旅客列車
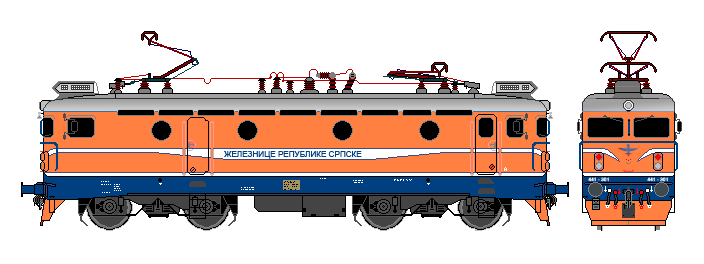
441形電気機関車スケッチ